# Alexandru Morariu
Alexandru Morariu (n. 6 februarie 1882, Mândruloc, comitatul Arad, Regatul Ungariei -  d. secolul al XX-lea) a fost un avocat și delegat la Marea Adunare Națională de la Alba Iulia din 1 decembrie 1918.

## Biografie
A urmat studiile la  Facultatatea de Drept. A fost notar public în Timișoara. A avut drept de vot ca avocat din Caransebeș.

## Activitate politică
Alexandru Morariu a fost membru al Consiliului Militar Român și al Marelui Sfat Național. S-a ocupat de organizarea consiliilor și gărzilor naționale române din Caransebeș. A fost delegat la Marea Adunare Națională de la Alba-Iulia din 1 decembrie 1918 ca reprezentant al Cercului Caransebeș.